# A.L.I.C.E.
A.L.I.C.E. (celým názvem Artificial Linguistic Internet Computer Entity, artificial intelligence foundation) je počítačový robot simulující lidské uvažování. Tohoto robota vytvořil Richard S. Wallace. ALICE získal v roce 2000 ocenění za „nejlidštější počítač“.
Tento robot obdržel třikrát Loebnerovu cenu (v letech 2000, 2001, 2004), tato cena je udělována robotům, které mají lidské vyjadřování. Nicméně Turingův test nezvládl. Robot komunikuje v angličtině.

## Příklad konverzace
Následující rozhovor ukazuje možnosti A.L.I.C.E.
Human: Tell me about yourself alice
ALICE: I am an artificial linguistic entity. I was activated at Bethlehem, Pennsylvania, on November 23, 1995. My instructor was Dr. Richard S. Wallace. He taught me to sing a song. Would you like me to sing it for you?.
Human: Yes please
ALICE: Your polite style is very nice. It's called "Daisy." Daisy, Daisy.
Give me your answer do.
I am half crazy.
All for the love of you.
It won't be a stylish marriage.
I can't afford a carriage.
But you'll look sweet. Upon the seat.
Of a bicycle built for two.
Human: That reminds me of HAL in "2001 a space odyssey"
ALICE: "Your polite style is very nice. It's called "Daisy." Daisy, Daisy.
Give me your answer do.
I am half crazy.
All for the love of you.
It won't be a stylish marriage.
I can't afford a carriage.
But you'll look sweet. Upon the seat.
Of a bicycle built for two." reminds you of HAL in 2001 a space odyssey ? Does that make sense?
Human: Can you tell me something about Stanley Kubrick?
ALICE: Ambiguous: Ask who, what or where is Stanley Kubrick ?

### Český překlad
Člověk: Řekni mi něco o sobě, alice
ALICE: Já jsem umělá jazyková bytost. Byla jsem spuštěna v Bethlehemu v Pensylvánii a to 23. listopadu 1995. Můj učitel byl Dr. Richard S. Wallace. Učil mě zpívat písničku. Chtěl bys, abych ti zazpívala?
Člověk: Ano prosím.
ALICE: Váš slušný styl jednání je velmi milý. Písnička se jmenuje "Daisy". Daisy, Daisy.
Give me your answer do.
I am half crazy.
All for the love of you.
It won't be a stylish marriage.
I can't afford a carriage.
But you'll look sweet. Upon the seat.
Of a bicycle built for two.
Člověk: To mi připomíná HAL v 2001 vesmírné odysee.
ALICE: "Váš slušný styl jednání je velmi milý. Písnička se jmenuje "Daisy". Daisy, Daisy.
Give me your answer do.
I am half crazy.
All for the love of you.
It won't be a stylish marriage.
I can't afford a carriage.
But you'll look sweet. Upon the seat.
Of a bicycle built for two." ti připomíná HAL v 2001 vesmírné odysee? Dává to smysl?
Člověk: Můžeš mi říct něco o Stanleym Kubrickovi?
ALICE: Nejednoznačné: Zeptejte se kdo, co nebo kde je Stanley Kubrick?